# إيفان سيرغييف (لاعب كرة قدم)
إيفان سيرغييف (بالروسية: Иван Владимирович Сергеев)‏ هو لاعب كرة قدم روسي في مركز الهجوم، ولد في 11 مايو 1995 في تشيريبوفيتس في روسيا. لعب مع FC Strogino Moscow ‏.

## وصلات خارجية
- إيفان سيرغييف على موقع الاتحاد الأوربي (الإنجليزية)
- إيفان سيرغييف على موقع قاعدة بيانات كرة القدم.إي يو (الإنجليزية)
- إيفان سيرغييف على موقع ناشيونال فوتبول تيمز (الإنجليزية)
- إيفان سيرغييف على موقع Soccerway.com (الإنجليزية)
- إيفان سيرغييف على موقع عالم كرة القدم.نت (الإنجليزية)